# Numidoteri
El numidoteri (Numidotherium koholense) és una espècie de proboscidi extint de la família dels numidotèrids que visqué al nord d'Àfrica durant l'Eocè. Se n'han trobat restes fòssils a Algèria. És l'única espècie del gènere Numidotherium, que entre el 1995 i el 2009 també inclogué l'animal actualment classificat com a Arcanotherium savagei. Tenia una alçada a la creu de 90-100 cm i un pes de 250-300 kg.